# تشارلز أ. هيكي
تشارلز أ. هيكي (بالإنجليزية: Charles A. Hickey)‏ هو مدير فني أمريكي، ولد في 29 يونيو 1874 في أوبورن في الولايات المتحدة، وتوفي في 4 مارس 1929 في نيويورك في الولايات المتحدة بسبب ذات الرئة.